# Abigail i la ciutat perduda
Abigail i la ciutat perduda (originalment en rus: Эбигейл) és una pel·lícula d'aventures de fantasia steampunk russa del 2019 dirigida per Aleksandr Boguslavski i coproduïda per Viktor Denissiuk i Ievgueni Melentiev de la companyia KinoDanz. La pel·lícula és protagonitzada per Tinatín Dalakixvili com a Abigail Foster, amb Gleb Botxkov, Rinal Mukhametov, Artiom Tkatxenko i Ravxana Kurkova. Es va estrenar a Rússia el 22 d'agost de 2019 de la mà de 20th Century Fox CIS. S'ha doblat al valencià per a À Punt.